# Sonja Lyubomirsky
Sonja Lyubomirsky es profesora del Departamento de Psicología de la Universidad de California en Riverside. Se graduó summa cum laude por la Universidad de Harvard y se doctoró en Psicología social y de la personalidad por la  Universidad de Stanford.  
Es autora de La ciencia de la felicidad y Los mitos de la felicidad, dos libros prácticos basados en evidencias científicas que pueden ayudar a las personas a aumentar su nivel de felicidad.
Con frecuencia aparece citada en artículos periodísticos de divulgación sobre psicología positiva y felicidad.
Lyubomirsky es también editora adjunta del Journal of Positive Psychology.

## Obras

### La ciencia de la felicidad
La premisa principal de La ciencia de la felicidad es que merece la pena esforzarse por ser feliz porque un 50 por ciento del nivel de felicidad en una persona está determinado genéticamente, un 10 por ciento depende de la situación y circunstancias de la vida, y el restante 40 por ciento está sujeto a cierto control del individuo. Las estrategias que se explican en el libro están diseñadas para actuar sobre ese 40 % del nivel de felicidad que puede ser manipulado. 

### Los mitos de la felicidad
El argumento central de Los mitos de la felicidad gira en torno al concepto de adaptación hedonista: poseemos una gran capacidad para adaptarnos a las relaciones, trabajos y riquezas nuevas, de modo que con el tiempo los cambios gratificantes producen menos recompensas. La adaptación hedonista obstaculiza la felicidad porque nos hace subestimar los éxitos.